# Arnaldo Calzolari
Arnaldo Calzolari (Bondeno, 9 dicembre 1906 – Catania, 9 dicembre 1970) è stato un calciatore e allenatore di calcio italiano, di ruolo centrocampista.
Giocava nel ruolo di centromediano.

## Carriera
È stato a lungo tempo considerato quale uno dei giocatori della Fiorentina (Enrico Calzolari) della stagione 1927-1928 per omonimia in mancanza dei dati anagrafici e del nome di battesimo. I due giocatori non erano parenti e in quella stagione sono stati tesserati per società notevolmente distanti.
Durante la carriera ha militato con le maglie di SPAL, Messina e Vigevano.
Inizia la carriera con la casacca della SPAL, squadra del capoluogo della sua provincia d'origine, che in quella stagione ed in quelle immediatamente successive partecipava alla Prima Divisione, che però era nel frattempo divenuto un torneo a carattere interregionale. A Ferrara Calzolari resta fino al 1932.
Tra il 1932 ed il 1936 disputa quattro stagioni in Serie B nel Messina; si trasferisce poi al Vigevano, rimanendovi fino al 1941.

### Presenze e reti nei club
| Stagione        | Squadra         | Campionato      | Campionato | Campionato | Coppe nazionali | Coppe nazionali | Coppe nazionali | Totale | Totale |
| Stagione        | Squadra         | Comp            | Pres       | Reti       | Comp            | Pres            | Reti            | Pres   | Reti   |
| --------------- | --------------- | --------------- | ---------- | ---------- | --------------- | --------------- | --------------- | ------ | ------ |
| 1927-1928       | S.P.A.L.        | 1 DIV           | 7          | 0          | -               | -               | -               | 7      | 0      |
| 1928-1929       | S.P.A.L.        | 1 DIV           | 26         | 0          | -               | -               | -               | 26     | 0      |
| 1929-1930       | S.P.A.L.        | 1 DIV           | 26         | 2          | -               | -               | -               | 26     | 2      |
| 1930-1931       | S.P.A.L.        | 1 DIV           | 32         | 3          | -               | -               | -               | 32     | 3      |
| 1931-1932       | S.P.A.L.        | 1 DIV           | 28         | 2          | -               | -               | -               | 28     | 2      |
| Totale S.P.A.L. | Totale S.P.A.L. | Totale S.P.A.L. | 119        | 7          | -               | -               | -               | 119    | 7      |

## Palmarès

### Club

#### Competizioni nazionali
- Prima Divisione: 1

SPAL: 1930-1931
- Serie C: 1

Vigevano: 1936-1937